# Szew wieńcowy
Szew wieńcowy, szew czołowo-ciemieniowy, szew ciemieniowo-czołowy (łac. sutura coronalis, sutura frontoparietalis, sutura parietofrontalis) – szew łączący kości czołowe z kośćmi ciemieniowymi. 

## Rozwój
U człowieka, po zrośnięciu się obu kości czołowych w jedną (które następuje między pierwszym a drugim rokiem życia), szew wieńcowy łączy tylny, zazębiony brzeg łuski czołowej z brzegami czołowymi obu kości ciemieniowych, tworząc szew piłowaty. 
Na skrzyżowaniu szwu wieńcowego, strzałkowego i czołowego (łączącego u płodu i noworodka obie kości czołowe) leży ciemiączko przednie, zanikające u człowieka podobnie jak szew czołowy około drugiego roku życia. 
Szew wieńcowy zarasta około 2–3 roku życia u konia domowego, 4–5 roku u owcy domowej, 5–7 roku u świni domowej, 7–10 roku u psa domowego, a 30–40 roku u człowieka.